# جاده ای۱۴۶
جاده ای۱۴۶ (به انگلیسی: A146 road) یکی از جاده‌های کشور انگلستان است.
این جاده از شهر نوریچ در شهرستان نورفک شروع و در شهرک لوئستافت در شهرستان سافک به پایان می‌رسد، طول این جاده ۳۹٫۳ کیلومتر است.